# رون تومسك
رون تومسك (بالإنجليزية: Ron Tomsic)‏ هو لاعب كرة سلة سابق. مثّل منتخب بلاده. شارك في مسابقة كرة السلة في الألعاب الأولمبية الصيفية في سنة 1956.

## الميداليات
| الميدالية | المسابقة                       |
| --------- | ------------------------------ |
| ذهبية     | الألعاب الأولمبية الصيفية 1956 |

## روابط خارجية
- رون تومسك على موقع الاتحاد الدولي لكرة السلة (الإنجليزية)
- رون تومسك على موقع سبورتس رفرنس (الإنجليزية)
- رون تومسك على موقع كلية كرة السلة في سبورتس رفرنس.كوم (الإنجليزية)
- رون تومسك على موقع ريلجم (الإنجليزية)
- رون تومسك على موقع سبورتس رفرنس (الإنجليزية)
- رون تومسك على موقع أوليمبيديا (الإنجليزية)